# Ampiroxicam
L'ampiroxicam è un farmaco anti-infiammatorio non steroideo appartenente alla classe degli oxicam. La molecola è un profarmaco di piroxicam.

## Farmacocinetica
Nell'uomo dopo la somministrazione orale ampiroxicam è completamente convertito a piroxicam. I parametri farmacocinetici di ampiroxicam sono sostanzialmente gli stessi di piroxicam, tranne che per la concentrazione plasmatica massima, leggermente più bassa, e per il tempo necessario a raggiungere la Cmax, detto tempo Tmax, leggermente più prolungato.

## Usi clinici
Ampiroxicam è indicato per il trattamento del dolore acuto e cronico in soggetti affetti da osteoartrosi, artrite reumatoide o spondilite anchilosante.

## Effetti collaterali ed indesiderati
Anche per ampiroxicam è stata segnalata la possibilità del verificarsi di un aumento della fotosensibilità cutanea in corso di trattamento.